# Saturnisme
El saturnisme o plumbosi és l'enverinament que produeix el plom (Pb) quan ingressa al cos humà. És anomenat així a causa que, en l'antiguitat, els alquimistes anomenaven Saturn a l'esmentat element químic. Les primeres referències documentals sobre la forma aguda d'aquesta malaltia apareixen en la Theriaca de Nicandre de Claros.
Es denomina saturnisme hídric al que es produeix a través de l'aigua ingerida, ja que el plom, mineral inoxidable molt mal·leable, no confereix gust a l'aigua ni als aliments. L'absorció per via dèrmica és limitada i poc important (la penetració mitjana de l'òxid de plom a través de la pell és d'uns 2,9 ng/cm2), excepte en el cas de determinats compostos orgànics, però pot ser fàcilment inhalat en forma de pols respirable o de vapors. Precipita amb HCl. El nom que rep aquesta malaltia ve del déu romà Saturn i s'anomena així perquè a aquest déu se'l representa com un dement i aquest trantorn produeix al·lucinacions i fa que el malalt sigui molt agressiu quan apareix una encefalopatia plúmbica aguda. Abans d'això es presenten els còlics saturnins (dolors abdominals intermitents, aguts i espasmòdics), ja en l'etapa d'intoxicació. Prèvia a la intoxicació existeix una etapa de contaminació, en la qual la simptomatologia pot ser completament inespecífica o inexistent.
La inhalació és la via d'entrada predominant del plom en els adults exposats laboralment, mentre que la ingesta és la més comuna en el saturnisme infantil. Quan el plom ingressa a l'organisme, els enzims que metabolitzen els aminoàcids sulfurats el transformen en sulfur de plom. Per detectar la presència de plom a la sang (plumbèmia), l'anàlisi més utilitzada és l'anomenada espectrofotometria d'absorció atòmica en càmera de grafit. Els valors de plumbèmia considerats normals oscil·len entre 0,050-0,080 mg/100 ml. Una plumbèmia superior a 0,1 mg/100 ml és indicativa d'intoxicació saturnina. El plom és un tòxic que s'acumula als ossos i que en part s'elimina per l'orina. Basats en la combinació de la tecnologia d'injecció de flux i la voltamperometria de resolució anòdica, els microanalitzadors actuals són aparells compactes i portàtils, de baix cost i bona sensibilitat, que fan possible monitorar la quantitat de plom en sang i orina. L'espectrometria de masses per plasma d'acoblament inductiu permet identificar nivells molt baixos de plom en saliva i és un mètode útil per analitzar múltiples mostres de forma no invasiva.

## Signes i símptomes
Un dels trets més característics de la intoxicació crònica per plom és la presència d'una línia de color gris fosc en els marges gingivals, produïda en reaccionar el plom amb els metabòlits generats pels bacteris orals i anomenada línia de Burton.
El saturnisme genera anèmia, ja que la presència de plom a la sang bloqueja la síntesi d'hemoglobina i altera el nivell d'oxigen hemàtic. Consegüentment, disminueix l'oxigenació dels teixits corporals a través del sistema circulatori. Aquesta anèmia acostuma a ser microcítica o normocítica amb eritròcits que mostren basofília puntiforme, si bé en intoxicacions molt greus pot produir-se una anèmia hemolítica. L'anèmia origina la pal·lidesa de pell i mucoses pròpia de la malaltia.
Certes manifestacions del saturnisme, en especial els dolors abdominals i l'excés de protoporfirina en orina es poden confondre fàcilment amb signes de porfíria. El plom, com altres metalls pesants, inhibeix l'activitat de diversos enzims implicats en la biosíntesi del grup hemo i ocasiona el que s'anomena porfíria secundària o adquirida (és a dir, d'origen no hereditari).
El plom és un metall pesant neurotòxic que, quan és present a la sang, circula per tot l'organisme ocasionant danys neurològics irreversibles en arribar al cervell. En certs casos, la intoxicació cursa amb encefalopatia, atacs epilèptics i afectació isquèmica del nervi òptic. Pel que fa al SNP, l'exposició crònica a aquest metall provoca neuropaties perifèriques de predomini sensorial i autonòmic. Amb certa freqüència, el primer signe de la neuropatia plúmbica és una paràlisi del nervi radial. S'ha descrit algun cas de quadriplegia hiperaguda per saturnisme, un fet molt inusual i que no sempre té un origen clarament identificable.
Quan es desenvolupa una nefropatia saturnina és possible que sigui inicialment orientada com d'etiologia isquèmica o metabòlica, ja que la seva clínica és molt inespecífica. A banda de manifestar-se una progressiva insuficiència renal crònica, el sediment urinari és poc indicatiu i la proteïnúria mínima o inexistent. Per contra, els nivells plasmàtics d'àcid úric acostumen a ser desproporcionadament elevats en relació al grau d'insuficiència renal. La intoxicació aguda pot provocar en poc temps greus danys als túbuls proximals, mentre que l'exposició perllongada a baixes dosis del metall s'associa a un augment de l'excreció urinària de proteïnes de baix pes molecular i d'enzims lisosòmics en el context d'un deteriorament de la taxa de filtració glomerular.

## Patogènesi
El plom interfereix de diverses maneres el normal metabolisme del calci, especialment a baixes concentracions: altera la distribució del calci dins de la cèl·lula i el substitueix a nivell funcional, actuant com un segon missatger intracel·lular; activa la proteïna-cinasa C, un enzim calci-dependent que intervé en múltiples processos cel·lulars; s'uneix a la calmodulina 1 amb més avidesa que el calci, modificant les propietats reguladores d'aquesta proteïna; i inhibeix la Na+/K+-ATP-asa, un fet que fa augmentar la quantitat de calci intracel·lular. Tot això té efectes lesius sobre la neurotransmissió i el control central del to vascular.
Per una altra banda, interfereix la síntesi del grup hemo unint-se als grups sulfhidril de diferents metal·loenzims, com ara la ferroquelatasa, la coproporfirinogen-oxidasa i la δ aminolevulínic-deshidratasa; provocant un augment de les protoporfirines, sobretot de la zinc-protoporfirina, i anèmia.
També inactiva les propietats antioxidants del glutatió, la superòxid dismutasa i la catalasa, incrementant així els danys produïts per les espècies reactives de l'oxigen.